# Каторга (фильм)
«Каторга» — советский немой чёрно-белый художественный фильм 1928 года режиссёра Юлия Райзмана, снятый на студии Госвоенкино.
Премьера фильма состоялась 28 ноября 1928 года.

## Сюжет
Действие фильма происходит на сибирской каторге накануне февральской революции в России. Группа политических заключенных, выступая против действий надзирателя-садиста, решает обратить внимание властей на издевательства нового начальника тюрьмы. С этой целью один из них берётся покончить жизнь самоубийством. Однако на календаре февраль 1917 года…

 В Москве на просмотре фильма «Каторга» группа бывших политкаторжан вполне серьёзно предложила сжечь этот фильм — из статьи "Сибирский игровой фильм" // "Сибирские огни", № 3, 1930

## В ролях
- Андрей Жилинский (Голляк) — Илья Берц, староста ссыльных
- Павел Тамм — Пешехонов
- Владимир Попов — Черняк, надзиратель
- Владимир Таскин — Илларион Остробейло, начальник острога
- Михаил Яншин — телеграфист
- Иван Лавров — ссыльный (нет в титрах)